# Sokolovské náměstí (Liberec)

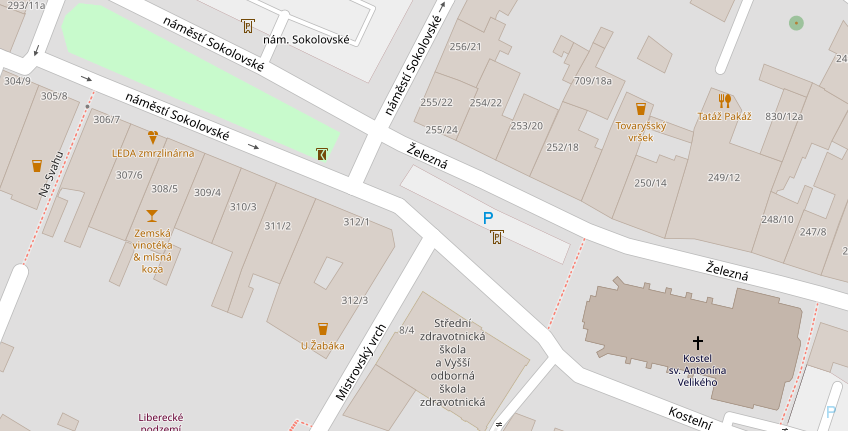
Plán Sokolovského náměstí

Sokolovské náměstí (německy Sokolovo-Platz) je náměstí v Liberci, v části Staré Město. Vzniklo v první polovině 17. století jakožto centrum libereckého Nového Města.

## Historie

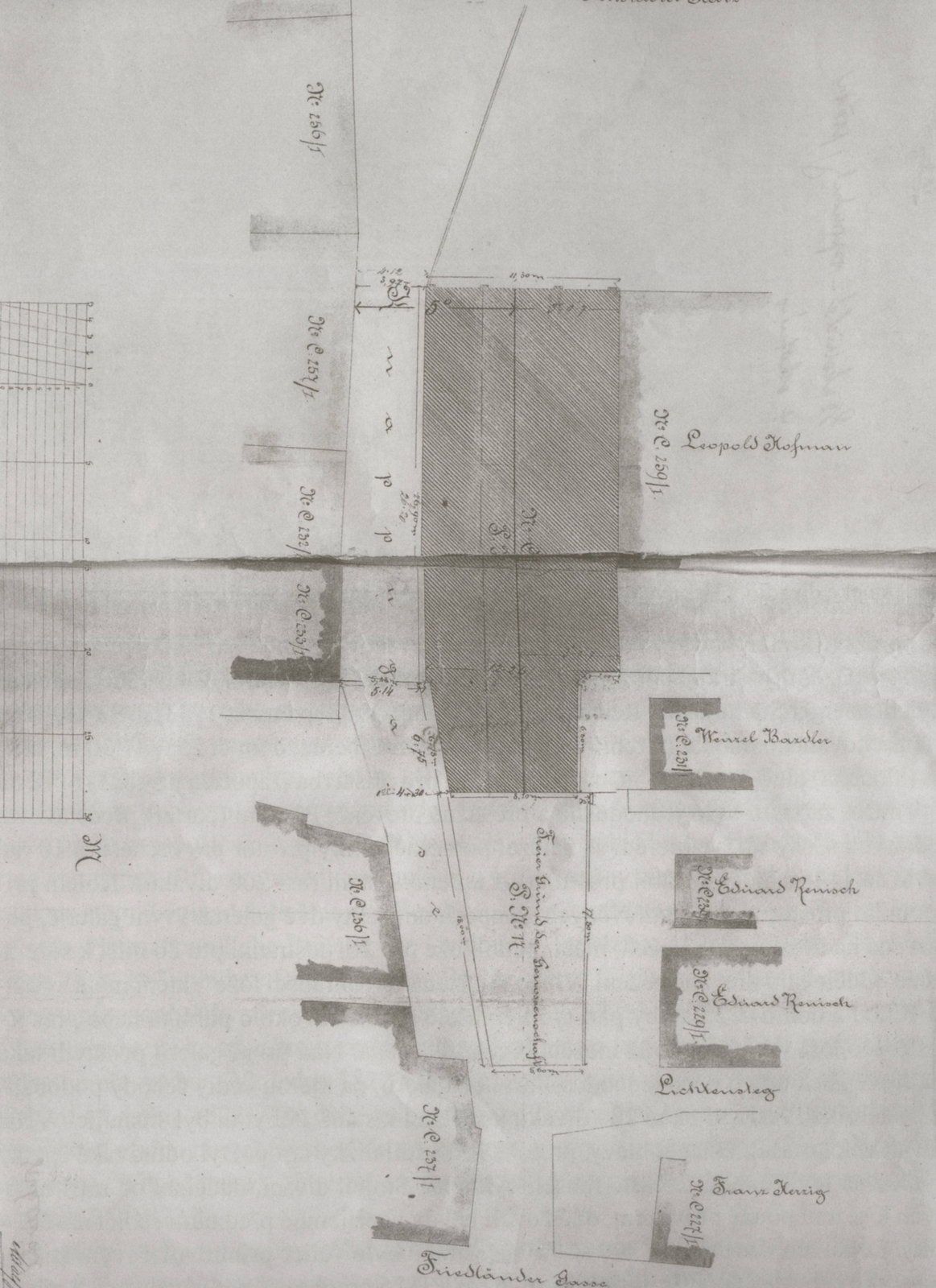
Náčrt náměstí před kostelem sv. Antonína Velikého z 2. poloviny 19. století

Náměstí vzniklo v letech 1631 a 1632 spolu s původní okolní zástavbou, když městský hejtman Joachim Jung von Jungenfels vydal dne 31. prosince 1630 příkaz k výstavbě „21 štítových domů“  pod tzv. Tovaryšským vrchem jakožto součást nové čtvrti, Libereckého Nového Města (Reichenberger Neustadt). Prostranství za kostelem sv. Antonína Velikého, nedaleko centrálního libereckého náměstí, se nacházelo v centru nové čtvrti a vytvořio tak druhé městské centrum. V původních plánech však bylo označeno pouze jako volné veřejné prostranství a domy byly adresami zapsány na Frýdlantskou ulici (Friedländer Gasse). 
Z náměstí byly pak vedeny ulice ve směru na jih (Lichtensteg), západ (Friedländer Gasse) a sever (Tovaryšský vrch - Knappenberg). Posléze prostranství dostalo název Novoměstské náměstí (Neustädter Platz).

## Pojmenování
Náměstí v minulosti neslo různá pojmenování:
- Neustädter Platz / Novoměstské náměstí (17. století–1878)
- Bismarckplatz / Bismarckovo náměstí (1878–1910) – podle německého kancléře Otto von Bismarcka
- Neustädter Platz / Novoměstské náměstí (1910–1923)
- T. G. Masaryk Platz / náměstí T. G. Masaryka (7. března 1934–1938) – podle československého prezidenta T. G. Masaryka (v den jeho narozenin)[5]
- Bismarckplatz / Bismarckovo náměstí (194?–1945)
- náměstí T. G. Masaryka (1945–1948)
- Sokolovské náměstí (od roku 1948) – podle vsi Sokolovo na Ukrajině, kde byla roku 1943 svedena bitva u Sokolova

## Objekty na náměstí

### Valdštejnské domy
Ve Větrné uličce, která vede západně od náměstí, je dodnes několik současných, ale viditelně opravených valdštejnských domů z let 1678–1681.

### Mariánský sloup

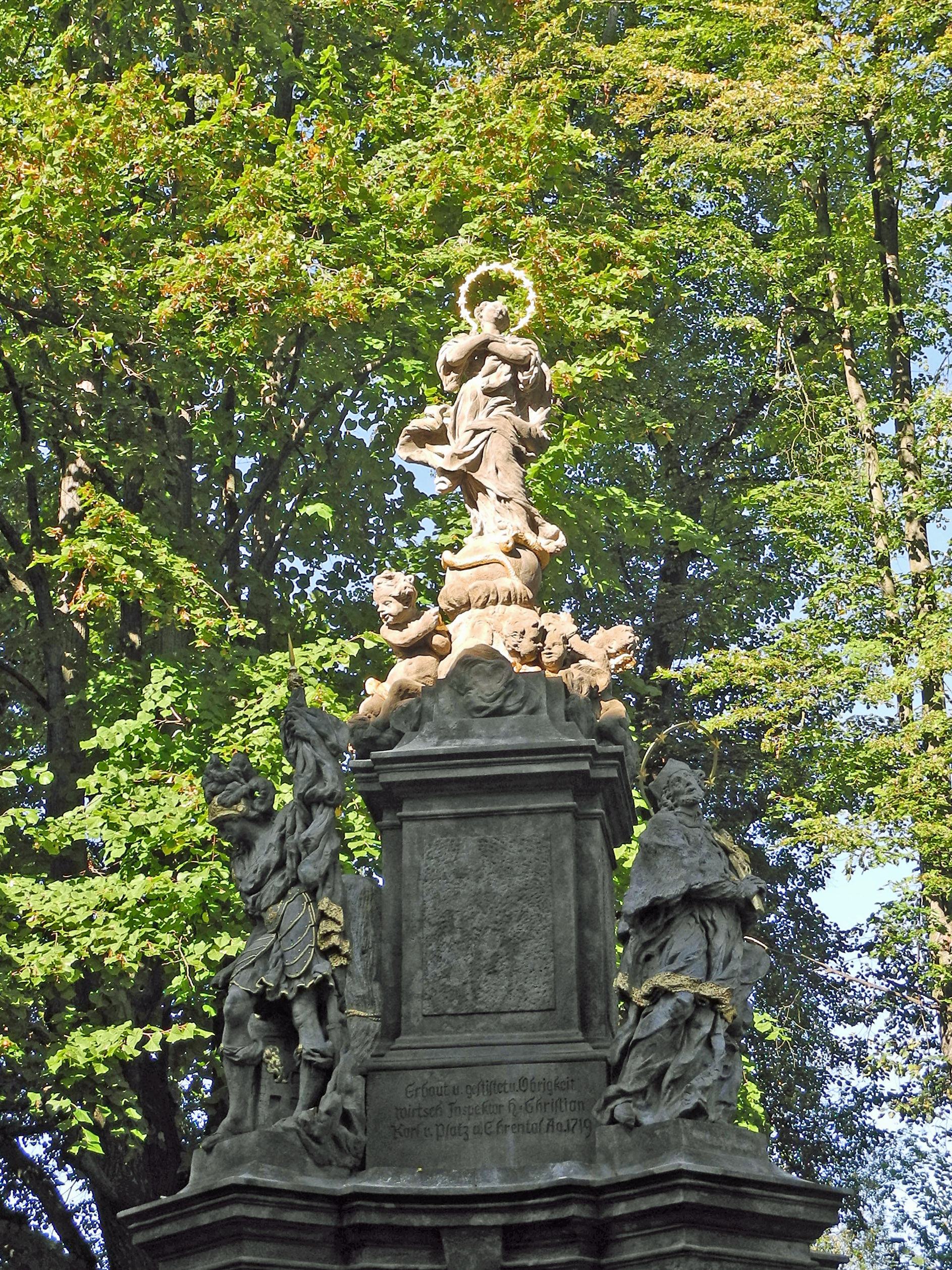
Mariánský sloup přesunutý ke kostelu svatého Kříže

Uprostřed náměstí kdysi stával tzv. Mariánský sloup se sochou Panny Marie, kterou postavil a daroval Christian Karl z Platz und Ehrental v roce 1719. Skulptura byla pak před rokem 1902 přenesena do kostela Nalezení svatého Kříže. 

### Kaple Božího hrobu
V roce 1772 byla v prostoru u kostela Andreasem Josephem Wondrakem postavena kaple Božího hrobu, kterou tehdejší děkan vysvětil 8. září 1772, na svátek Narození Panny Marie. V roce 1865 byl přemístěn do kostela svatého Kříže. Od restaurování v roce 1986 je na průčelí kaple Božího hrobu chybně napsán letopočet 1722, který nebyl později opraven, mimo jiné z památkových důvodů.

### Soukenické divadlo
19. prosince 1819 rozhodl zdejší cech soukeníků rozhodl o stavbě první samostatné městské divadelní budovy. Stavební práce začaly v březnu 1820 v severovýchodní části náměstí, divadlo pak bylo slavnostně otevřeno 15. října 1820. Mělo kapacitu okolo 760 diváků. Dne 23. dubna 1879 vypukl v divadle z neznámých příčin požár, následkem čehož budova s dřevěný interiérem kompletně vyhořela. Nová divadelní budova (pozdější Divadlo F. X. Šaldy) pak bylo vybudováno v severní části hlavního městského náměstí. 
Od roku 1844 do začátku 20. století se na náměstí nacházela také studna. 

## Galerie

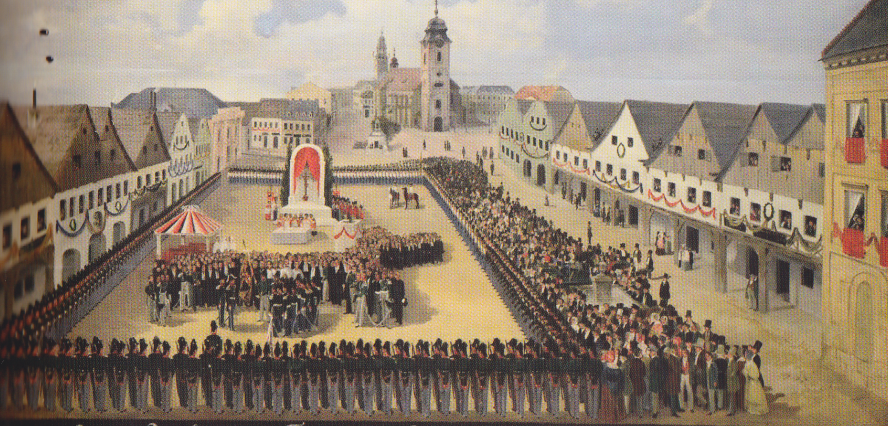
Kaple Božího hrobu, Soukenické divadlo a kostelem sv. Antonína Velikého v pozadí (malba z roku 1844)
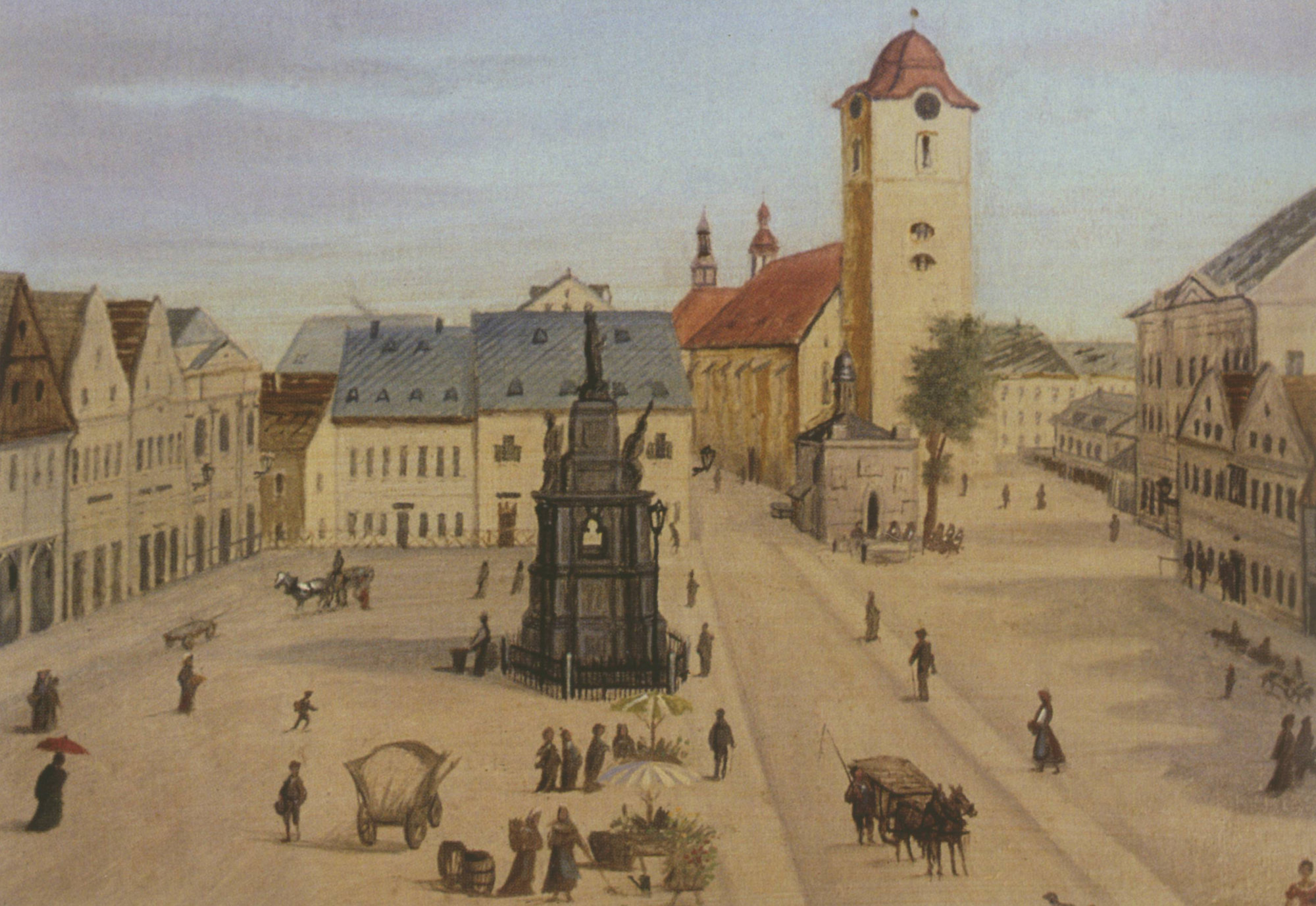
Mariánský sloup s kostelem (okolo roku 1850)
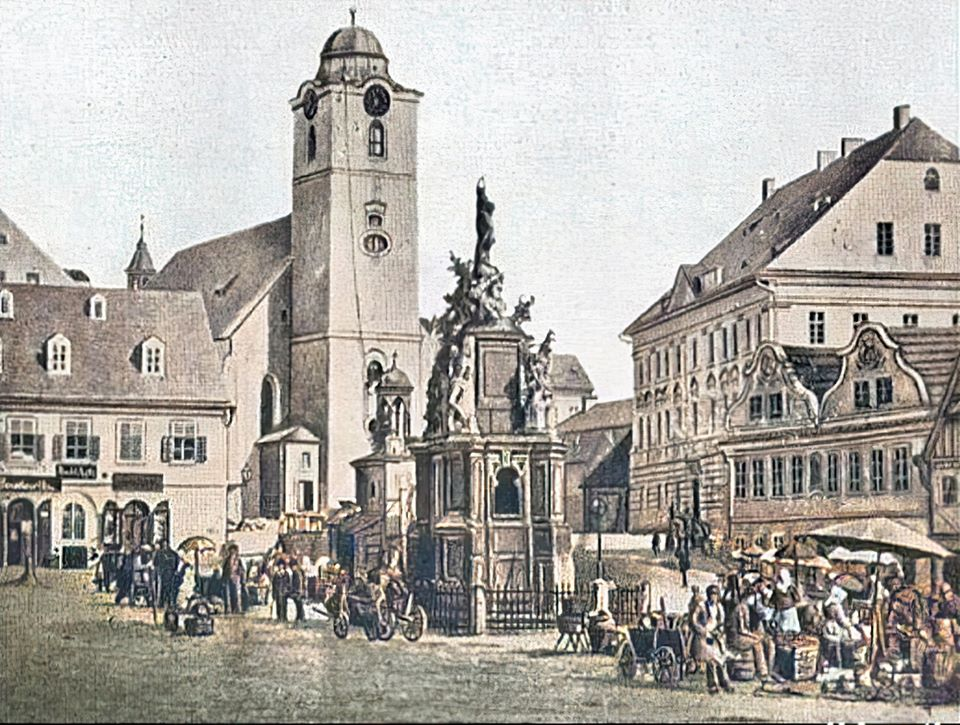
Mariánský sloup v popředí
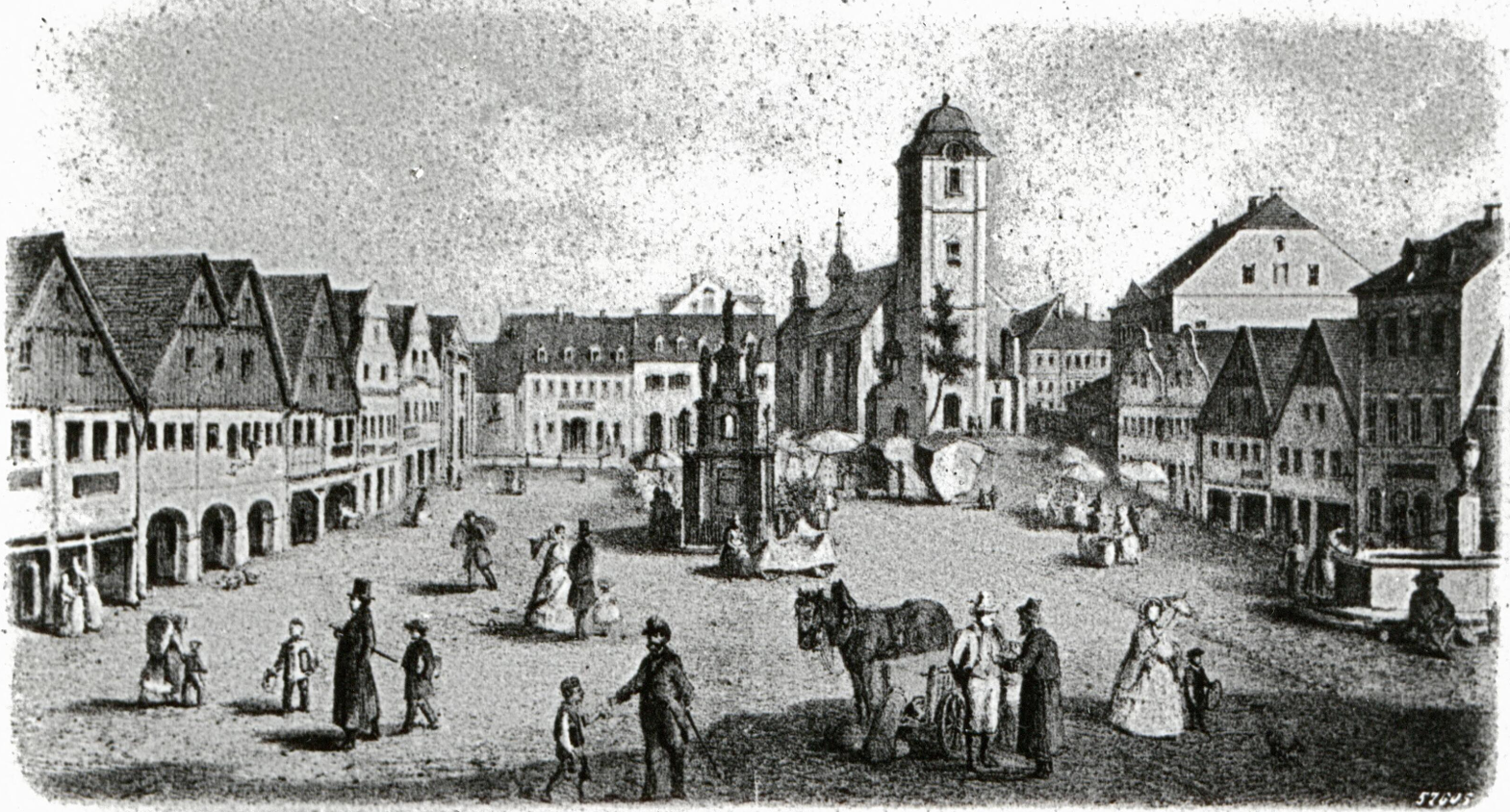
Fotografie náměstí z roku 1861
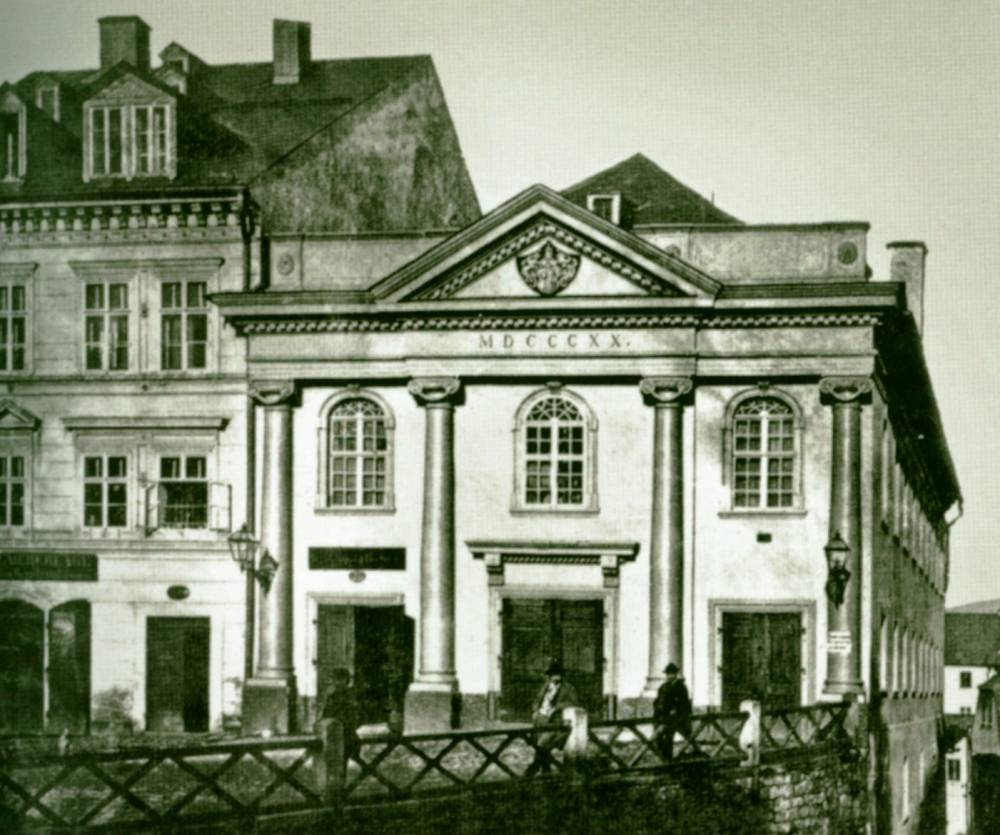
Staré divadlo existující v letech 1820–1879
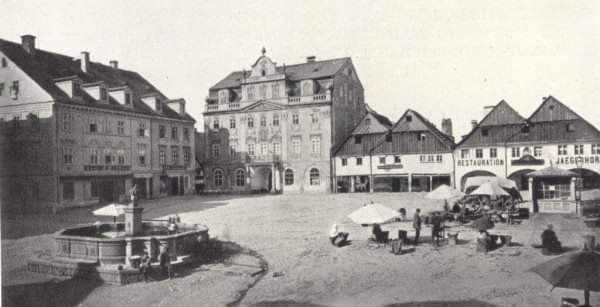
Fotografie zachycující Valdštejnovy domy (okolo roku 1850)
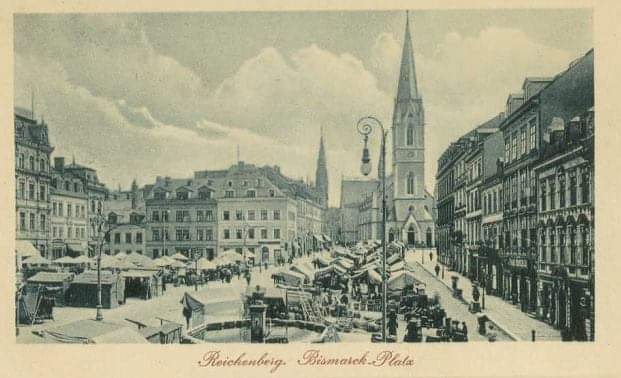
Fotografie náměstí z roku 1900
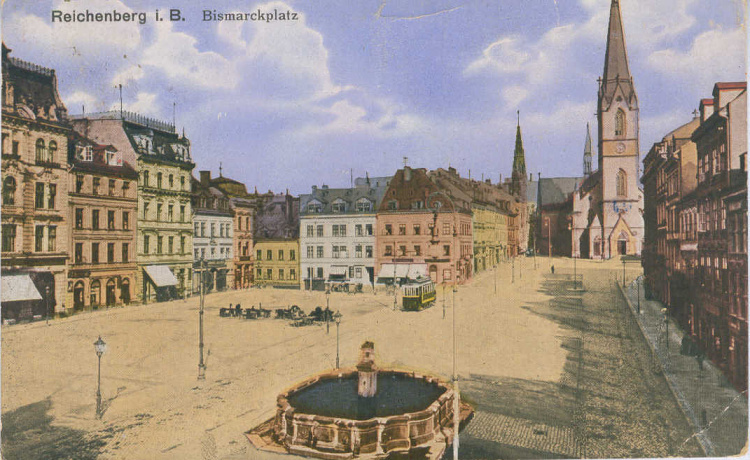
Detail kaple Božího hrobu a Mariánského sloupu (okolo roku 1880)
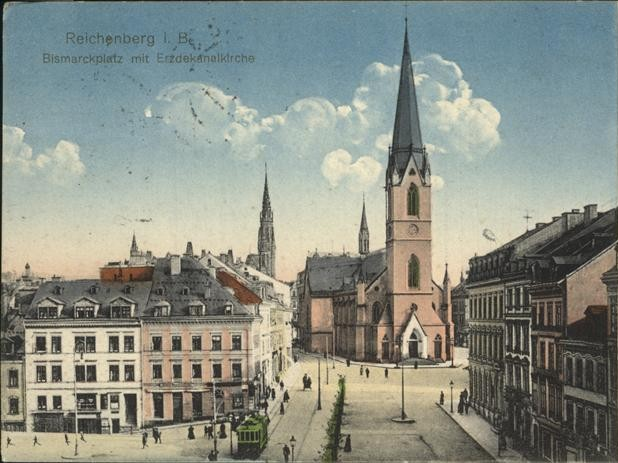
Náměstí okolo roku 1880
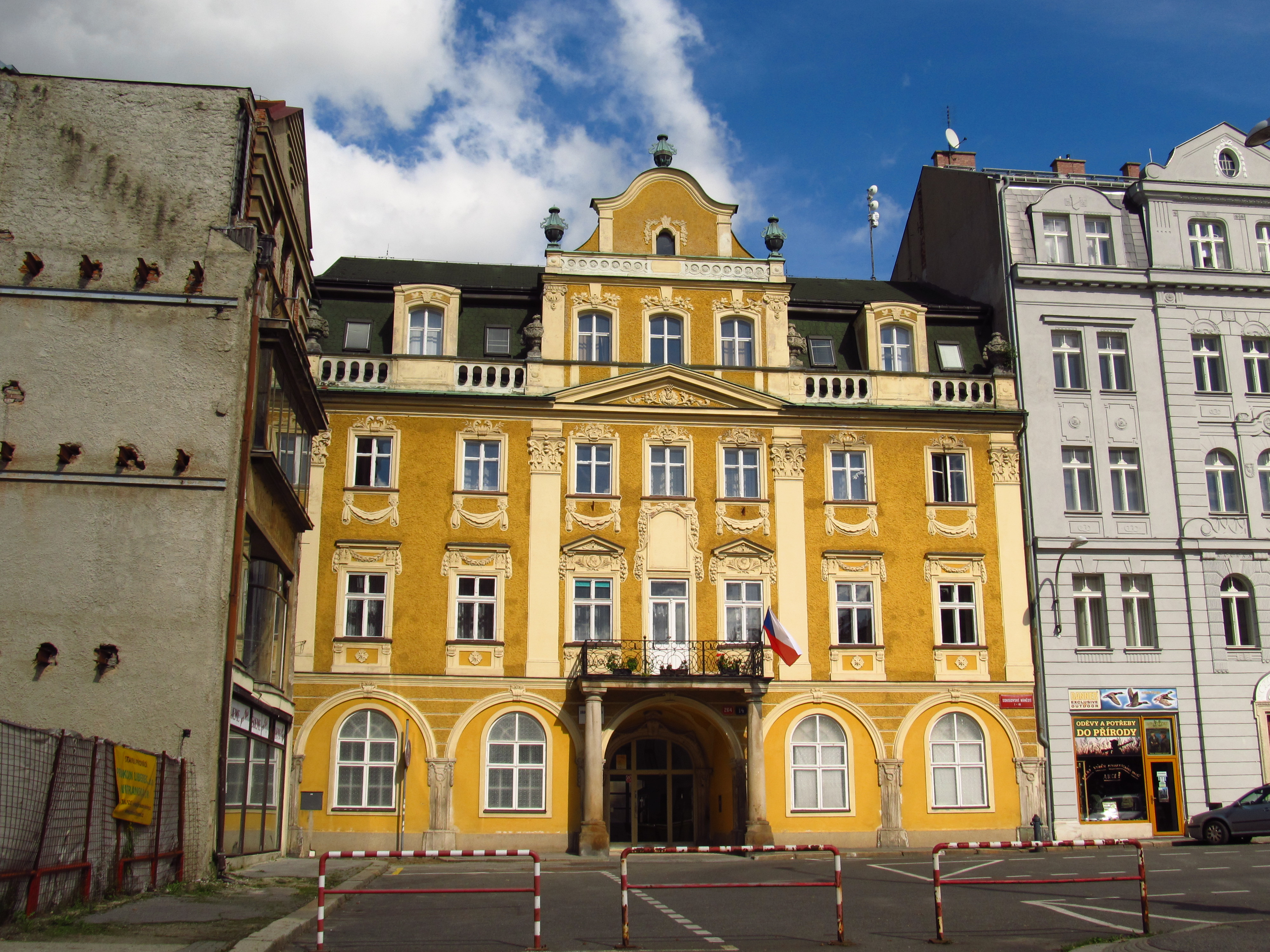
Appeltův dům (později sídlo průmyslové školy)
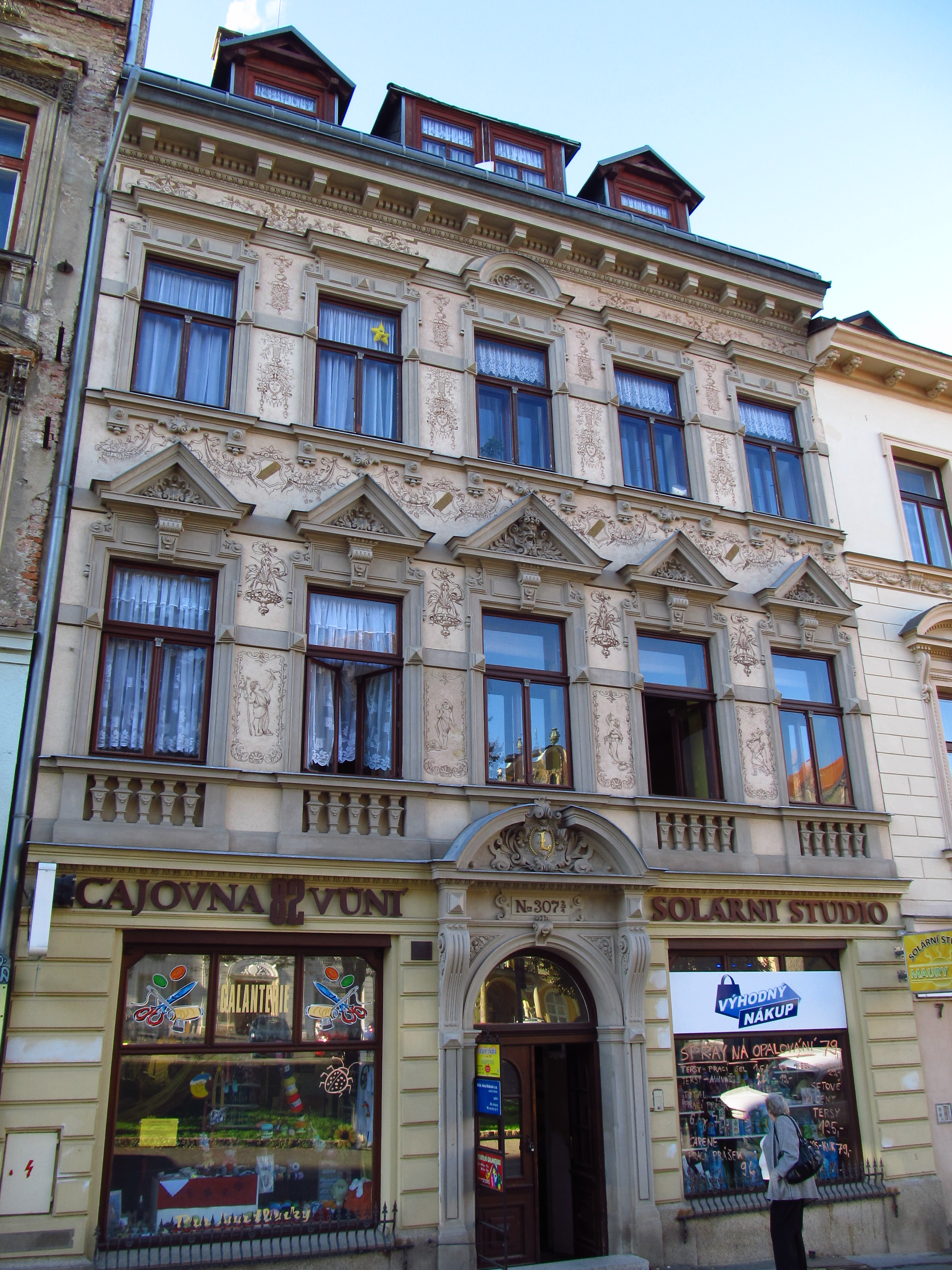
Měšťanský dům z 19. století
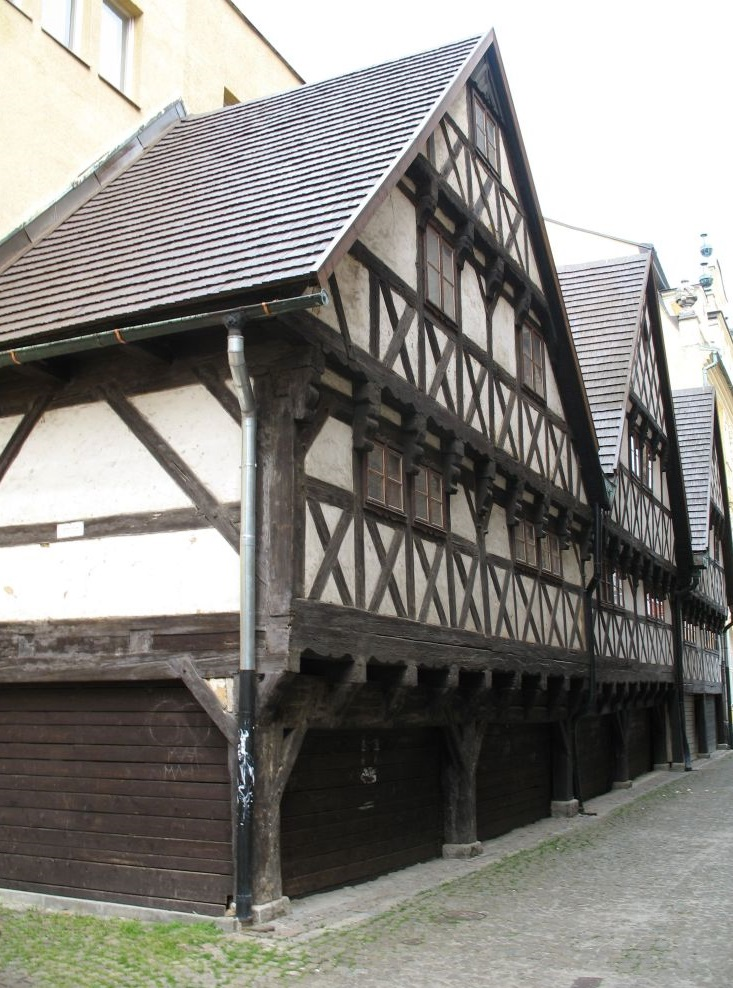
Valdštejnské domy v západní části Větrné uličky